# 韦罗妮卡·洛奇
韦罗妮卡·洛奇（英語：Veronica Lodge）是美国畅销漫画《阿奇漫画》里的女主角之一，她的第一次出现是在第26期的《Pep Comics》（1942年4月）。

## 角色简介
她的名字叫韦罗妮卡,但朋友通常都称呼她为罗妮（英语：Rounie；Rounie是她的花名），维罗妮卡是希兰·洛奇（里弗代尔最有钱的人）和何米德·洛奇的独生女。她长得高，有双细长的美腿，还有“迷人”长黑发，她非常喜欢购物及花钱在一些跟时尚衣着上, 因此她经常刷爆卡，而这也是她父亲一直逼她到外面找工作的原因。维罗妮卡最好的朋友是贝蒂·珂波尔，她们时常一起进行活动，但有时候，维罗妮卡会为了自己喜欢的男孩-----阿奇安德鲁而跟她竞争。此外，Ethel Muggs （页面存档备份，存于）, Midge Klump （页面存档备份，存于） 和 Nancy Woods （页面存档备份，存于）,都跟她非常好，一旦有空闲时间，她们就会一起去超级市场，或是开派对。
在早期的漫画,也就是pep comic #31 （页面存档备份，存于）（1942年9月）里，她还未来到里弗代尔之前，是居住在美国波士顿的，而她的父亲Burton.K.Lodge则是波士顿的政治家。但在第一期的《阿奇漫画》里，关于韦罗妮卡的故事又有另一个版本。
韦罗妮卡曾被列为100个最性感的漫画女主角之一。